# Maokong Station
Maokong Station is een treinstation op de Maokong Gondola van het Taipei Rapid Transit System, gelegen in het district Wenshan in Taipei, Taiwan.